# Ladislav Fuks
Ladislav Fuks, češki pisatelj. * 24. september 1923, Praga, Češkoslovaška. † 19. avgust 1994, Praga, Češka. Ustvarjal in objavljal je v istem času kot Milan Kundera, Bohumil Hrabal in Josef Škvorecký. V slovenščino so prevedena njegova dela Miši Natalije Mooshaberjeve (1985), prevod Zdenka Škerlj Jerman, Sežigalec trupel (2008) in Moji črnolasi bratje (2010), oba v prevodu Tatjane Jamnik.
Po romanu Sežigalec trupel je leta 1969 režiser Juraj Herz posnel istoimenski film.

## Življenje
Ladislav Fuks se je rodil materi Marii in očetu Václavu Fuksu, ki je bil višji policijski uradnik, kar je bil razlog za precej izolirano življenje celotne družine.
Od Fuksa so starši zahtevali veliko učenja in igranje violine, tako da mu ni ostalo časa za prijatelje; prijateljevanje ni bilo enostavno že zaradi očetovega poklica in Fuks je bil osamljen in izločen iz družbe. Družil se je pretežno s fanti iz judovskih družin, zato se ga je njihova usoda ob začetku druge svetovne vojne močno dotaknila. Tedaj se je začel zavedati svoje spolne usmerjenosti, homoseksualci pa so bili tudi ena od tarč nacistične diktature. Od tod verjetno izvira njegova globoka empatija do Judov.
Po maturi 1943 je nekaj mesecev delal v računovodstvu na zemljiškem uradu v praški četrti Bubeneč, konec vojne pa je dočakal na kmetijski upravi v Hodonínu na južnem Moravskem. Po vojni se je vpisal na študij filozofije, psihologije in umetnostne zgodovine na Filozofski fakulteti Karlove univerze v Pragi, kjer je leta 1949 zagovarjal doktorsko disertacijo z naslovom Bergsonova ideja ustvarjalnega razvoja in njene posledice za moralno vzgojo. Po tem je več let služboval kot uradnik v papirnici. Sredi 50. let se je zaposlil na zavodu za spomeniško varstvo in postal oskrbnik gradu Kynžvart, nekdanje rezidence kneza Metternicha v Karlovarskem okraju.
Od leta 1959 je bil zaposlen v Narodni galeriji v Pragi. Po uspehu prvega romana se je odločil za svobodni poklic pisatelja, ki ga je razumel kot poslanstvo. Leta 1978 mu je bil podeljen naslov zaslužnega umetnika. Po političnem prelomu leta 1989 je živel izolirano, stike je ohranjal z najožjim krogom prijateljev. Umrl je 19. avgusta 1994 v svojem stanovanju v praški četrti Dejvice, truplo so odkrili dva dni pozneje.

## Delo
Prva Fuksova knjižna izdaja je bila umetnostnozgodovinska monografija Grad Kynžvart: zgodovina in sedanjost (Zámek Kynžvart, historie a přítomnost, 1958), prvo izdano leposlovno delo pa roman Gospod Theodor Mundstock (Pan Theodor Mundstock, 1963). Že med službovanjem na gradu Kynžvart je pisal kratke zgodbe.
Prvenec je bil preveden v tuje jezike, predvsem je doživel uspeh na Poljskem in Madžarskem, kasneje tudi v drugih jezikih.
Fuks je tematiziral usode ljudi, ki so ga zaznamovale v otroštvu, večkrat s pridihom avtobiografskosti. Uporabljal je znanje iz psihologije in filozofije. V delih je izpostavljal temno plat človekove narave, povezano z vzgibi iz nezavednega. Problematiziral je dobro in zlo, tudi etiko in moralo nasploh. Zgodbe je umeščal v leta tik pred izbruhom druge svetovne vojne in takoj po njem.
Roman Gospod Theodor Mundstock se dogaja v Pragi, govori pa o judovskem uradniku, ki se med pripravami na deportacijo v koncentracijsko taborišče v stiski znajde na robu shizofrenije.
Moje črnolase brate (Mí černovlasí bratři, 1964) je napisal pred prvim romanom. Delo je sestavljeno iz šestih zgodb in govori o petih praških gimnazijcih med drugo svetovno vojno. Pripovedovalec je mladenič Michael. Tudi Variacija za temno struno (Variace pro temnou strunu, 1966) je roman z istoimenskim protagonistom, prikrajšanim za starševsko ljubezen in posledično zapleteno psihološko sliko. V čas tik pred izbruhom druge svetovne vojne je postavil psihološko srhljivko Sežigalec trupel (Spalovač mrtvol, 1967). Med vojno se dogaja večina od devetih kratkih zgodb v zbirki Smrt morskega prašička (Smrt morčete, 1969), in sicer v Pragi, nekaj pa je postavljenih v sodobnost. Med njegova krajša dela sodi novela Pot v obljubljeno deželo (Cesta do zaslíbené země, 1969).
Psihološki roman Miši Natalije Mooshaberjeve (Myši Natálie Mooshabrové, 1970), detektivska shrljivka Zgodba kriminalističnega svetnika (Příběh kriminálního rady, 1971) in roman Nagovor iz teme (Oslovení z tmy, 1972) nimajo določljivega dogajalnega prostora in časa, v ospredju je človeška duševnost.
Rajniki na plesu (Nebožtíci na bále, 1972) je groteska o praškem meščansvu pred prvo svetovno vojno, v zadnjih vzdihljajih Habsburške monarhije. 
Vrnitev s polja rži (Návrat z žitného pole, 1974) tematizira emigracijo po februarju 1948. Mrtvec na pohodu (Mrtvý v podchodu, 1976) je detektivka o tihotapljenju heroina prek Češkoslovaške, spisal ga je skupaj z Oldřichom Koskom. O obdobju kolektivizacije na vzhodu Slovaške govori v Pastirčku iz doline (Pasáček z doliny, 1977).
Po žanru izstopa Kristalni copatek (Křišťálový pantoflíček, 1978), povest za otroke o mladosti češkega skladatelja in dirigenta Juliusa Fučíka. 
Slika Martina Blaskowitza (Obraz Martina Blaskowitze, 1980) ponovno tematizira tragično usodo pisateljevih gimnazijskih prijateljev, tokrat povezano s prikazi nedolžnih žrtev vojne na obeh straneh.
V času zatona Habsburške monarhije (po 1898) se dogaja obsežen zgodovinski roman Vojvodinja in kuharica (Vévodkyně a kuchařka, 1983), ki velja za vrhunec Fuksovega ustvarjanja, hkrati pa tudi zamejuje njegov pisateljski opus. Lotil se je sicer pisanja romana Nenavadni zakon gospe Lucy Fehr kot načrtovanega nadaljevanja trilogije o koncu Habsburške monarhije, a dokončal le eno poglavje. S tem je svoj pisateljski opus zaključil.
Leta 1993 je dokončal avtobiografski rokopis, ki ga je s svojimi dodatki opremil njegov prijatelj novinar Jiří Tušl in leta 1995 izdal z naslovom Ladislav Fuks: Moje ogledalo, Jiří Tušl: ... in kaj je bilo za ogledalom. Druga, popravljena izdaja je izšla leta 2007 z dodatkom zapisov spominov najožjega kroga Fuksovih prijateljev.